# Енцо Бартоліні
Енцо Бартоліні (італ. Enzo Bartolini, 15 лютого 1914 — 1998) — італійський академічний веслувальник.
Срібний призер Олімпійських Ігор 1936 року в складі вісімки.
Чемпіон Європи 1937 року в складі вісімки, бронзовий призер 1938 року в складі вісімки.